# اقامت موقت
اقامت موقت (انگلیسی: Temporary resident) حق اقامت موقت یک تبعه خارجی در یک کشور بر اساس یک پریود زمانی مشخص است (از طریق دریافت روادید یا اجازه اقامت) بدون حقوق شهروندی کامل. این اجازه ممکن است برای تحصیل، تجارت یا دلایل دیگر اعطا شود.
در خصوص اقامت موقت کشورهای مختلف قوانین و سیاست‌های خاص خود را دارند:

## آمریکای شمالی
- اقامت موقت در ایالات متحده آمریکا[۱]
- اقامت موقت در کانادا

## آمریکا جنوبی
- اقامت موقت در برزیل

## آسیا
- اقامت موقت در چین[۲]

## اتحادیه اروپا
- اجازه اقامت آلمان
- اجازه اقامت جمهوری چک[۳]
- اجازه اقامت لهستان[۴][۵]
- اجازه اقامت استونی.[۶]
- اجازه اقامت لیتوانی.[۷]
- روادید طلایی پرتغال
- اقامت فرانسه
- اقامت اسپانیا

## سایر کشورها
- اجازه اقامت استرالیا[۸]
- اجازه اقامت آفریقای جنوبی[۹]